# Juncus microcephalus

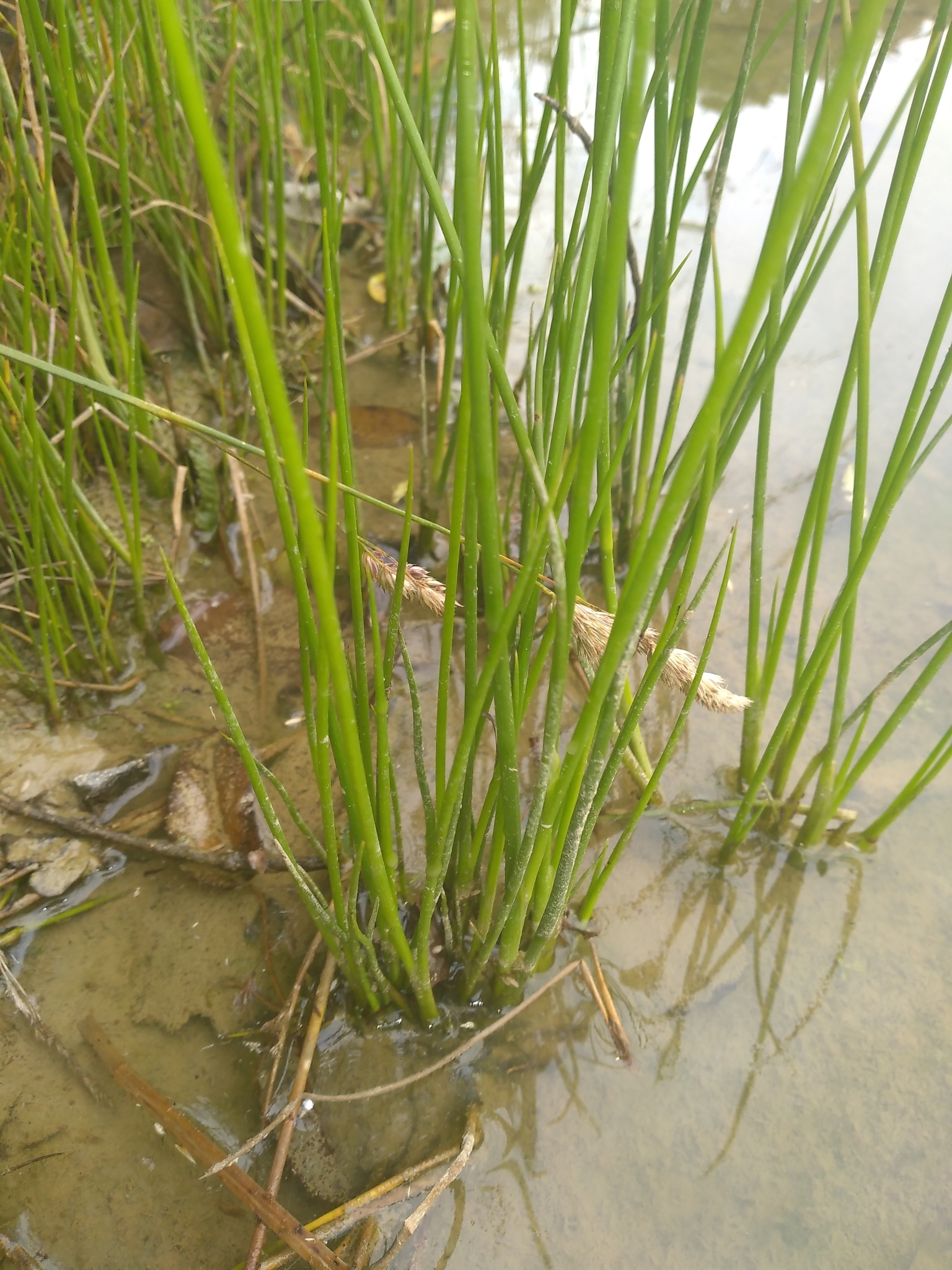
Juncus microcephalus

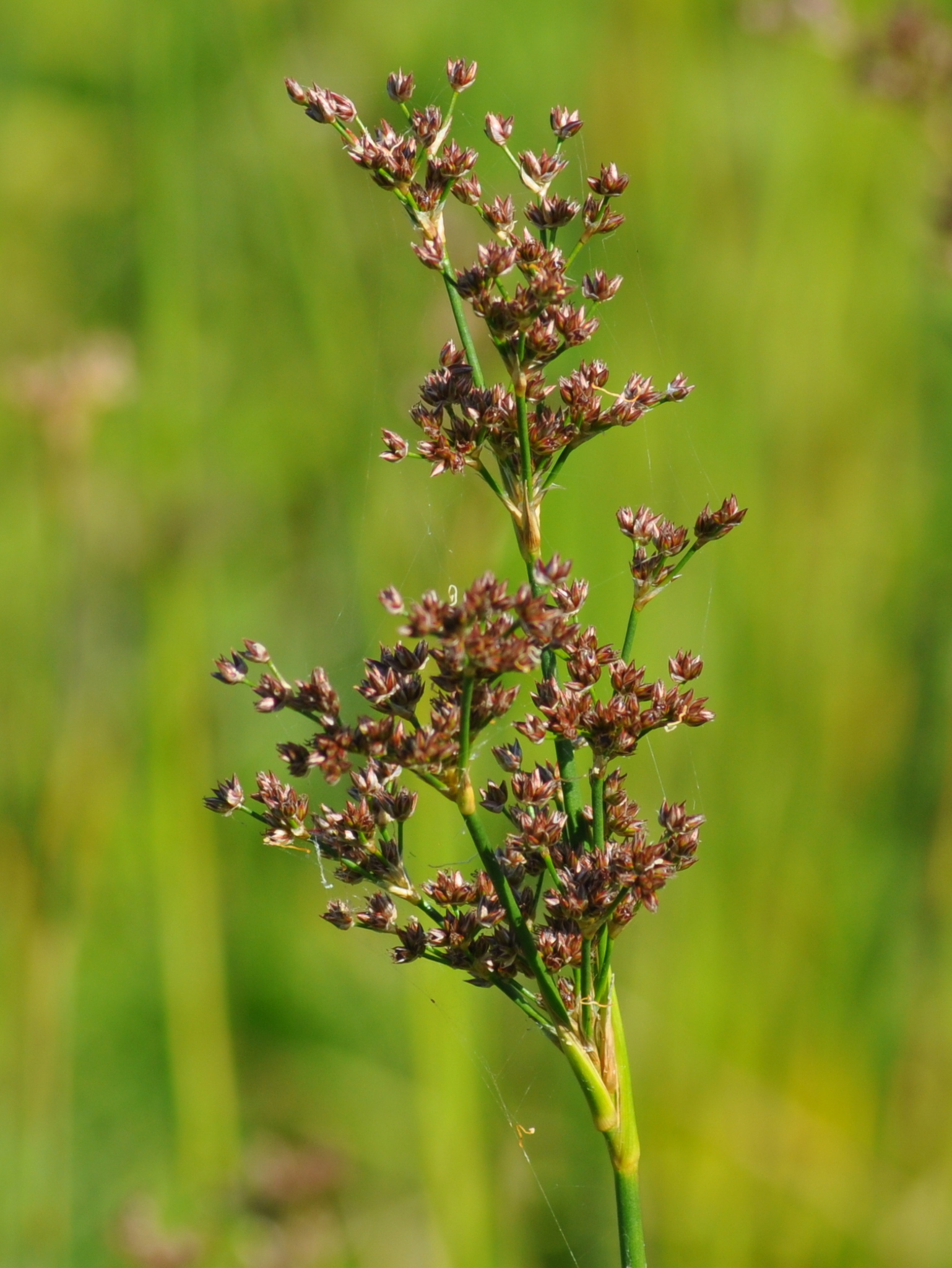
Juncus microcephalus

Juncus microcephalus es una especie de planta acuática perteneciente a la familia de las juncáceas. Es similar a Juncus acuminatus Michx., pero la cápsula es obovoide y cortamente mucronada.

## Descripción
Son plantas perennes, que alcanzan un tamaño de 20–100 cm de alto, cespitosas. Las hojas de 10–50 cm de largo y 1–4 mm de ancho, las láminas teretes, huecas, septadas transversalmente, aurículas de 0.5–5 mm de largo. Inflorescencia de 5–20 cm de largo y 3–10 cm de ancho, cabezuelas 7–50, bractéolas ausentes; tépalos 3–3.5 (–5) mm de largo. Cápsula obovoide, tan larga como los tépalos, cortamente mucronada.

## Distribución y hábitat
Especie poco común, se encuentra en lugares muy húmedos, canales, caños, en la zona norcentral; a una altitud de 1000–1300 m; fl y fr durante todo el año; desde el sur de México a Bolivia y sureste de Brasil. 

## Taxonomía
Juncus microcephalus fue descrita por Carl Sigismund Kunth y publicado en Nova Genera et Species Plantarum (quarto ed.) 1: 237. 1815[1816].
Etimología
Juncus: nombre genérico que deriva del nombre clásico latino  de jungere = , "para unir o vincular", debido a que los tallos se utilizan para unir o entrelazar".
microcephalus: epíteto latino que significa "cabeza pequeña".
Sinonimia
- Juncus floribundus Kunth
- Juncus floribundus Phil.
- Juncus involucratus Steud. ex Buchenau
- Juncus luzuloxiphium Griseb.
- Juncus rudis Kunth
- Juncus sellowianus Kunth
- Juncus timotensis Barros[5][6]